# پوتلاچ (آیداهو)
پوتلاچ(به انگلیسی: Potlatch) شهری در شهرستان لاتا ایالت آیداهو است که جمعیت آن در سرشماری سال ۲۰۱۰ میلادی ۸۰۴ نفر بوده است.